# Stictoptera ochreigrisea
Stictoptera ochreigrisea là một loài bướm đêm trong họ Noctuidae.